# スター混声合唱団
スター混声合唱団（すたーこんせいがっしょうだん）は、2008年4月1日にがん撲滅を目指し結成された合唱団である。団長は乳がんを経験したタレントの山田邦子、副団長は直腸がんを経験したジャーナリストの鳥越俊太郎。
メンバーは、タレント・俳優・歌手・ジャーナリスト・アナウンサー・デザイナー・漫画家など、メディアで活躍する者たちがノーギャラ、ボランティアで集まり、チャリティコンサートを開催した収益を関連団体に寄付したり、がんの早期発見の呼びかけや、がん患者やその家族を勇気付けることを目的とする。
2009年から、6月21日に制定された「がん支えあいの日」のシンボルソング「あなたが大切だから」（作詞・作曲/山田邦子 編曲/小六禮次郎）を歌う。
2012年9月27日、防衛大臣から特別感謝状が贈られた。これは、2011年6月20日に陸上自衛隊 仙台駐屯地を表敬訪問して、災害派遣に従事する自衛官に歌と肌着（700人分のトランクス）を贈るなどの支援に感謝を表したもの。

## メンバー
- 山田邦子（タレント） - 団長
- 鳥越俊太郎（ジャーナリスト） - 副団長
- 石原裕子（ファッション・ジャーナリスト）
- 今泉清保（フリーアナウンサー）
- 岩崎良美（歌手）
- 梅田陽子（フリーアナウンサー）
- 梅宮辰夫（俳優）
- 大江千里（アーティスト）
- 大下容子（テレビ朝日アナウンサー）
- 大桃美代子（タレント、キャスター）
- 荻野目洋子（歌手）
- 音無美紀子（女優）
- 河相我聞（俳優）
- 柏原芳恵（歌手）
- 片岡鶴太郎（俳優、画家）
- 川島なお美（女優）
- 川原みなみ（フリーアナウンサー）
- 神田鯉栄（講談師）
- 久能靖（皇室ジャーナリスト）
- 黒柳徹子（女優）
- コシノジュンコ（ファッションデザイナー）
- 後藤史郎（メディア・プロデューサー）
- 小林昭子（タレント）
- 小林幸子（歌手）[3]
- 小林すすむ（俳優）
- 小六禮次郎（作曲家）
- 島倉千代子（歌手）
- 春風亭三朝（落語家）
- 笑福亭笑瓶（タレント）
- 須藤公一（俳優）
- 角盈男（野球解説者・タレント）
- 瀬川瑛子（歌手）
- 高嶋政伸 （俳優）
- つるの剛士 （俳優・タレント）
- 鳥越さやか （シャンソン歌手）
- 中嶋美年子 （フリーアナウンサー）
- 中村真衣 （2000年シドニー五輪100M背泳ぎ銀メダリスト）
- 錦織健 （声楽家）
- 西澤ヨシノリ （プロボクサー）
- 西田ひかる （歌手・タレント）
- 倍賞千恵子 （女優）
- 橋本志穂 （タレント、フリーアナウンサー）
- 八反安未果 （歌手）
- 原田大二郎 （俳優）
- 原元美紀 （フリーアナウンサー）
- 日野原重明 （聖路加国際病院理事長）
- 町亞聖 （日本テレビキャスター、厚生労働省担当）
- 美元（モデル）
- 村井国夫（俳優）
- 村井麻友美（女優）
- 米良美一 （カウンターテナー）
- 柳原可奈子 （タレント）
- 山田貴敏 (漫画家、『Dr.コトー診療所』)
- 渡辺徹 （俳優）
- 渡辺宜嗣 （テレビ朝日アナウンサー）
- 市川たかし（歌手）[4]
- 神田聖子（ものまね）[4]
- 出典（[5]、[6]）

このうち以下のメンバーががん経験者である。
- 山田邦子、倍賞千恵子、島倉千代子、音無美紀子 - 乳がん
- 鳥越俊太郎、原元美紀 - 大腸がん
- 川原みなみ - 卵巣がん
- 今泉清保 - 小児がん
- 川島なお美 - 胆管がん

## 音楽スタッフ
- 辻博之（指揮）
- 赤星裕子（ピアノ）
- 榮萌果（ピアノ）